# Curtiss P-6
O Curtiss P-6 "Hawk" foi um caça biplano monomotor estadunidense introduzido ao serviço no final da década de 1920 pelo Corpo Aéreo do Exército dos Estados Unidos e operado até o final da década de 1930, antes da eclosão da II Guerra Mundial.

## Design e desenvolvimento
A Curtiss Aeroplane and Motor Company que se tornou a Curtis-Wright em 15 de julho de 1929, forneceu a USAAC com modelos P-6 inicialmente em 1929.

## Histórico operacional

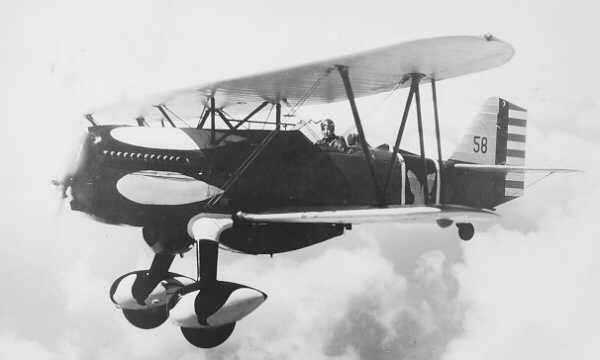
Curtiss P-6 Hawk do 17º Esquadrão de Busca

Uma aeronave rápida e altamente manobrável para o seu tempo, o protótipo XP-6 ficou em 2º lugar  U.S. National Air Races e o XP-6A com radiadores de superfície de asa ficou em primeiro lugar atingindo 323 km/h (201 mph). O P-6 voou em uma variedade de esquemas de pintura, dependendo do esquadrão, sendo a mais famosa a marca "Snow Owl" do 17º Esquadrão de Perseguição baseado no campo de Selfridge perto de Detroit, Michigan.
O P-6E serviu entre 1932 e 1937,  no 1º Grupo de Busca em Selfridge, e no 8º Grupo de Busca em Langley, Virgínia. Numerosos acidentes desabilitaram pelo menos 27 das 46 aeronaves entregues. Como o P-6E tornou-se obsoleto, em vez de despachados para revisões, eles foram eventualmente descartados ou vendidos. Pelo menos um sobreviveu até 1942 nas Forças Aéreas do Exército dos Estados Unidos.
Em 1932 o Capitão Ruben Moffat voou com um P-6 convertido com um motor Conqueror em um voo de recorde. Ele voou de Dayton em Ohio, para Washington, D.C. a uma velocidade de cerca de 428 km/h (266 mph), e uma altitude de 7 620 m (25 000 ft).

## Variantes

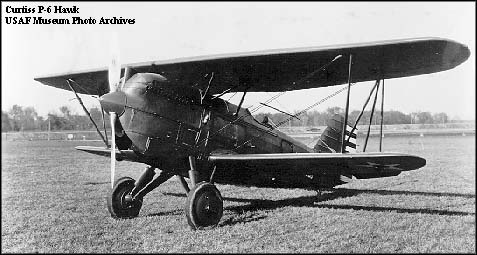
Curtiss P-6A Hawk, 29-260, com fuselagem maior e mais profunda e novo trem de pouso.

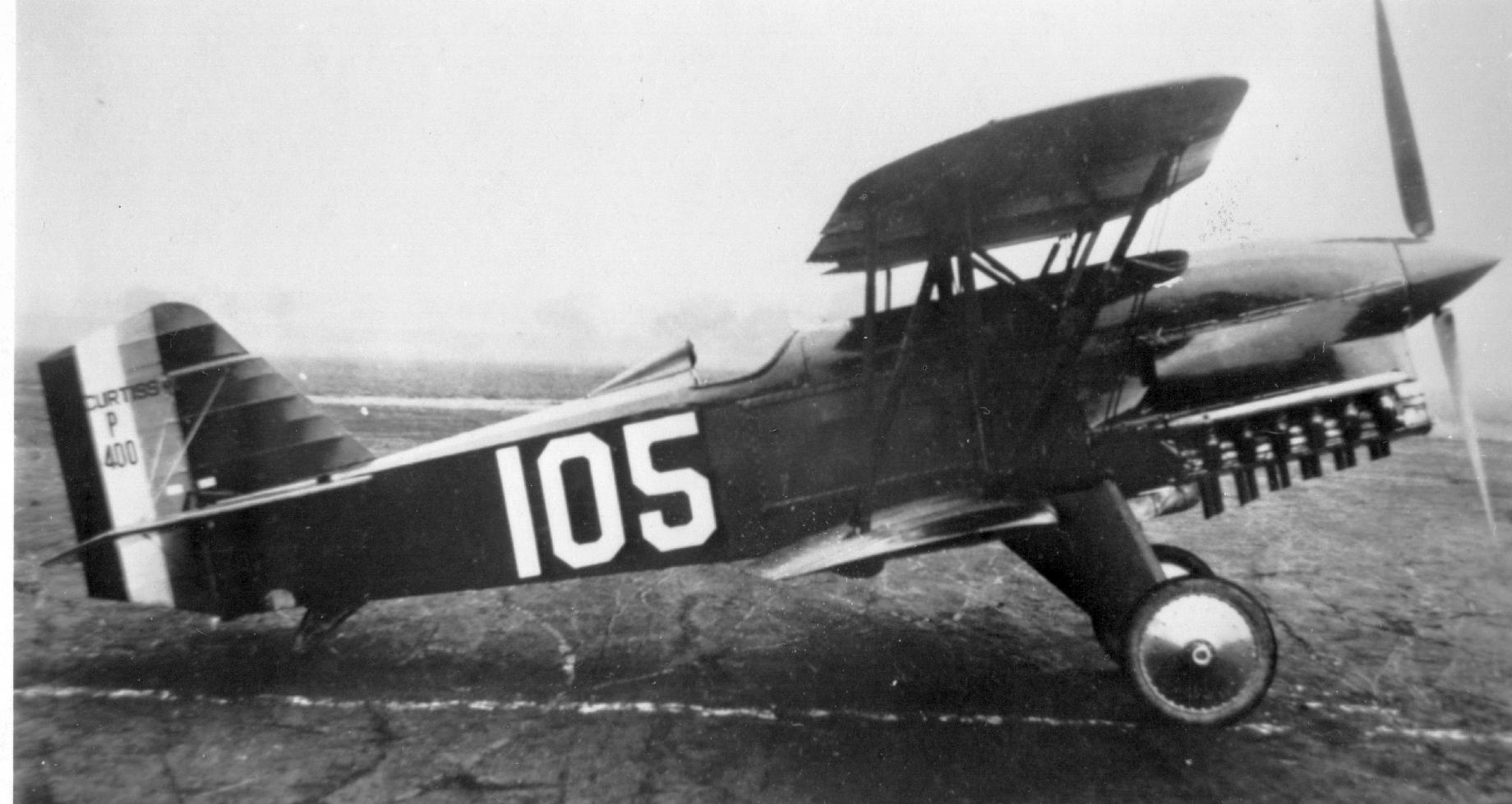
O XP-17

XP-6
Modelo 34P, modificado a partir de um P-1 com um motor Curtiss V-1570-17 Conqueror.
XP-6A
Modelo 34K, como o XP-6, mas com radiadores de asa para reduzir o arrasto.
P-6A
18 encomendados pelo Exército dos Estados Unidos, nove foram equipados com motores Prestone.
XP-6B
P-1 convertido para o motor V-1670.
P-6C
Cancelado.
XP-6D
XP-6B convertido para acomodar o motor turbo V-1570-C.
P-6D
P-6As (seis dos sete sobreviventes), motorizado em 1932 com turbo V-1570-C.
XP-6E
Modelo 35, também designado Y1P-22, encomendados em julho de 1931 como protótipos P-6E.
P-6E
46 entregues em 1931 e 1932.
XP-6F
XP-6E modificado com um compressor e cabine fechada.
XP-6G
P-6E com um V-1570F.
XP-6H
P-6E com 4 metralhadoras × .30  (7.62 mm) montadas nas asas.
P-6S
Hawk I, três vendidos a Cuba com motor 450 hp (336 kW) Pratt & Whitney R-1340 Wasp radial e vendidos para o Japão como Japan Hawk com o motor V-1570 invertido.
P-11
Três encomendados com o motor Curtiss H-1640 de 600 hp (447 kW), doiss foram concluídos com o V-1570 e redesignados P-6D.
XP-17
P-1 utilizado como teste para o experimental Wright V-1470.
YP-20
P-11 convertidos com motor Wright Cyclone.
XP-21
Duas conversões do XP-3A usado para testar  o motor Pratt & Whitney R-985 Wasp de 300 hp (224 kW), um se tornou o XP-21A quando modificado com o R-975, e o outro foi convertido para o P-1F padrão.
XP-22
Designação temporária para um P-6A usado para testar o novo radiador para o V-1570-23 e convertido novamente para um P-6A.
XP-23
Modelo 63, P-6E inacabado com fuselagem monocoque de liga-leve, cauda melhorada, e um motor turbo de G1V-1570C e o turbocompressor removido. Mais tarde renomeada YP-23

## Operadores
China
- Força Aérea da República da China operou 50 Hawk II.[4]

 Cuba
- Força Aérea Cubana recebeu três P-6 com motor de 450 hp (336 kW).

 Japão
- O japão comprou um P-6S, possivelmente atualizado com um motor Conqueror.

 As Índias Orientais Holandesas
- A Força Aérea das índias Orientais Holandesas recebeu oito exemplos do P-6D em 1930, outros seis eram de licença de construção para a Aviolanda em 1931 e enviados para as Índias orientais holandesas. Três P-6 foram perdidos antes da guerra: dois em colisões em 27 de fevereiro de 1936 e um provavelmente após 5 de fevereiro de 1935.

 Estados Unidos
- Corpo Aéreo do Exército dos Estados Unidos.

 Bolívia
- A Força Aérea Boliviana usou o P-6S durante a Guerra do Chaco. Em 22 de dezembro de 1932 o P-6 Hawk do Fortín Vitriones foi atacado pelo canhoneiro paraguaio ARP Tacuary, que estava ancorado na Bahia Negra.

### Bibliography
- Bowers, Peter M. "The Great Fighter Fly-Offs: Curtiss vs. Boeing". Wings, Volume 31, Nº 1, Fevereiro de 2001.
- Eden, Paul and Soph Moeng, eds. The Complete Encyclopedia of World Aircraft. Londres: Amber Books Ltd., 2002, ISBN 0-7607-3432-1.